# Francisco Aguirre
Francisco Aguirre (1908) è stato un calciatore paraguaiano, di ruolo centrocampista.

## Biografia
Partecipò con il Paraguay al Mondiale di calcio del 1930.